# Maksymilian Firek
Maksymilian Firek (ur. 8 października 1888, zm. 24 lipca 1971 w Gdańsku) – polski muzyk, kapitan kapelmistrz Wojska Polskiego.

## Życiorys
Urodził się 8 października 1888. Ukończył Konserwatorium Krakowskie. Po zakończeniu I wojny światowej i odzyskaniu przez Polskę niepodległości został przyjęty do Wojska Polskiego. Został awansowany do stopnia porucznika w korpusie oficerów administracji grupa kapelmistrzów ze starszeństwem z dniem 1 grudnia 1920. W latach 20. służył w 2 pułku Strzelców Podhalańskich, stacjonującego w Sanoku. Na początku 1921 kierował orkiestrą wykonującą Halkę w ramach integracji wojskowych ze społecznością miasta. W 1923 wraz z orkiestrą pułkową zdobył pierwsze miejsce w ogólnopolskim konkursie orkiestr wojskowych. Orkiestra pułku uczestniczyła w życiu kulturalnym Sanoka, koncertowała w parku miejskim. Ponadto Maksymilian Firek był doradcą zespołu muzycznego, działającego w ramach Towarzystwa Muzyczno-Dramatycznego „Gamba”, założonego przez Mariana Kawskiego, oraz nauczał gry muzycznej jego syna Stanisława. 
Na przełomie lat 20. i 30. był kapelmistrzem w 4 pułku piechoty Legionów w Kielcach. Wraz z orkiestrą tej jednostki w październiku 1928 wygrał konkurs Dowództwa Okręgu Korpusu nr X w Przemyślu (drugie miejsce zajęła orkiestra 2 pułku Strzelców Podhalańskich z kapelmistrzem kpt. Kazimierzem Wojakowskim). Na stopień kapitana został mianowany ze starszeństwem z 19 marca 1938 i 3. lokatą w korpusie oficerów administracji, grupa kapelmistrzów. W latach 30. był świadkiem na ślubie Wacława Woźniaka. Do 1939 był kapelmistrzem w 20 pułku piechoty Ziemi Krakowskiej.
Po zakończeniu II wojny światowej przybył na Ziemie Odzyskane i w 1945 był założycielem szkoły muzycznej w Jeleniej Górze, później przekształconej w Państwową Szkołą Muzyczną im. Stanisława Moniuszki I stopnia, której był dyrektorem od 1946 do 20 września 1963, po czym przeszedł na emeryturę. Działał w kole ZBoWiD Pracowników Kultury i Sztuki w Gdańsku.
Zmarł 24 lipca 1971 w Gdańsku. Został pochowany na tamtejszym Cmentarzu Srebrzysko 29 lipca 1971 (rejon IX, taras IV wojskowy, rząd 2, grób 62/63).

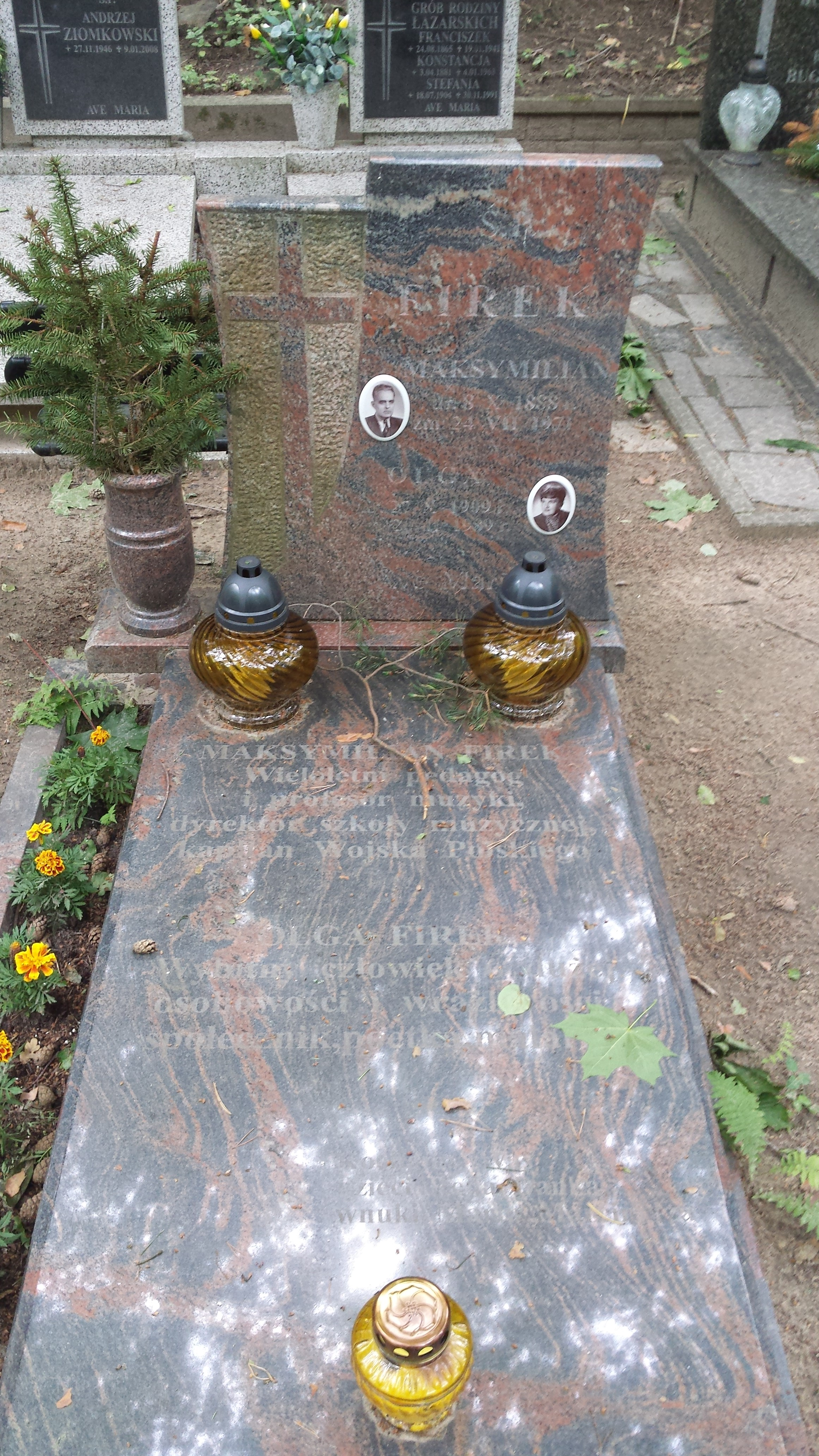
Grób Maksymiliana Firka na Cmentarzu Srebrzysko

## Odznaczenia
- Krzyż Komandorski Orderu Odrodzenia Polski[24][20]
- Krzyż Oficerski Orderu Odrodzenia Polski (1962)[25][18]
- Złoty Krzyż Zasługi[20]
- Srebrny Krzyż Zasługi – dwukrotnie (1937)[26][27], po raz drugi przed 1963 (Polska Ludowa)[18]
- Medal za Warszawę 1939–1945[20]
- Medal Zwycięstwa i Wolności 1945[20]
- Odznaka Grunwaldzka[20]
- Odznaka XV-lecia Wyzwolenia Dolnego Śląska[18]
- Inne odznaczenia bojowe i państwowe[20]